# Chronologien der altorientalischen Geschichtsschreibung
Bei den Chronologien der altorientalischen Geschichtsschreibung handelt es sich um Zeitraster, die es ermöglichen sollen, Ereignisse der altorientalischen Geschichte vor Mitte des 15. Jahrhunderts v. Chr., die ansonsten nur relativ datierbar wären, auch absolut zu datieren.

## Chronologieansätze
Die in modernen westlichen Geschichtsbüchern verwendeten Jahreszahlen beziehen sich auf den Nullpunkt des gregorianischen Kalenders nach  ISO 8601. Diese Angaben werden in der Geschichtswissenschaft oft als  absolute Chronologie bezeichnet, um sie von anderen Zeitrechnungen abzugrenzen. Die von altorientalischen Herrschern verwendeten Jahresangaben hingegen beziehen sich (im günstigsten Falle) auf den Beginn ihrer eigenen Regierungszeit. Zudem finden sich in der altorientalischen Geschichte einzelne Zeitabschnitte, aus denen uns umfangreiches schriftliches Quellenmaterial vorliegt, die jedoch in längere Abschnitte relativer Quellenarmut eingebettet sind. Letztere stellen uns vor beträchtliche Probleme sowohl hinsichtlich ihrer eigenen Datierung als auch hinsichtlich der Datierung der ihnen vorangegangenen Phasen. Die Dendrochronologie leistet hierbei auf Grund der Seltenheit nutzbaren Materials und die 14C-Datierung auf Grund der für historische Maßstäbe zu geringen Messgenauigkeit nur sehr unzureichende Dienste.

### Fixpunkte
Sämtliche Datierungen historischer Ereignisse von der frühdynastischen Zeit Sumers bis zur Mitte des 15. Jahrhunderts v. Chr. (auch diejenigen, die sich auf astronomische Daten stützen) beruhen daher auf Schätzungen mittels allgemeiner historischer Erwägungen. Andererseits ist es zuweilen auch für diesen Zeitraum möglich, lückenlose Chronologien einzelner Zeitinseln zu rekonstruieren. Hierfür stehen dem Historiker verschiedene Arten von Quellen zur Verfügung, wie beispielsweise Berichte über Ereignisse, die sich über mehrere Jahre erstreckten, Eponymen- und Königslisten oder Angaben von Regierungsjahren. Die zeitliche Lage dieser Inseln zueinander kann jedoch nur relativ angegeben werden. Das heißt, dass sich von einer bestimmten Zeitinsel sagen lässt, dass sie einer bestimmten anderen Zeitinsel vorangeht oder folgt, aber nicht, wie viele Jahre zwischen beiden liegen.
Einen weiteren Fixpunkt stellt der Friedensvertrag des ägyptischen Pharaos Ramses II. mit dem Hethiterkönig Hattušili III. dar, der zwischen 1271 v. Chr. und 1258 v. Chr. abgeschlossen wurde.
Im Idealfall soll die Verknüpfung solcher Zeitinseln mittels Synchronismen eine ununterbrochene Folge von den jüngsten bis zu den frühesten Epochen ergeben.
So ist es gelungen, Komplexe von historischen Ereignissen, die bis zur Mitte des 15. Jahrhunderts v. Chr. zurückreichen, so miteinander zu verbinden, dass sie an die absolute Chronologie anschließen. Zudem sind Abfolge und Regierungszeit der Könige der ersten Dynastie von Larsa und der ersten Dynastie von Babylonien so gut bekannt, dass wir damit einen in sich konsistent zusammenhängenden zeitlichen Komplex von immerhin etwas mehr als 400 Jahren erhalten. Zwischen dem Ende des letzten Herrschers der ersten Babylon-Dynastie Šamšu-ditana und dem mittleren 15. Jahrhundert klafft jedoch eine Lücke.

### Chronologien
Die Angaben in den Venus-Tafeln des Ammi-saduqa hatten die Historiker veranlasst, zunächst vier Zeitpunkte zur Chronologiefeststellung anzusetzen, obwohl das astronomische 584-Tages-Intervall der Venus alle 8 Jahre eine gleiche Konstellation aufweist:
- 1703 v. Chr. Eckpunkt für die lange Chronologie
- 1639 v. Chr. Eckpunkt für die mittlere Chronologie
- 1575 v. Chr. Eckpunkt für die kurze Chronologie
- 1543 v. Chr. Eckpunkt für die ultrakurze Chronologie

Im Folgenden werden drei wichtige Eckdaten dieser zeitlichen Insel in allen vier Chronologien vorgestellt:
| Ereignis                   | Lang              | Mittel            | Kurz              | Ultrakurz         |
| -------------------------- | ----------------- | ----------------- | ----------------- | ----------------- |
| 1. Dynastie von Babylonien | 1950–1651 v. Chr. | 1894–1595 v. Chr. | 1830–1531 v. Chr. | 1798–1499 v. Chr. |
| Hammurapi-Regierung        | 1848–1806 v. Chr. | 1792–1750 v. Chr. | 1728–1686 v. Chr. | 1696–1654 v. Chr. |
| Fall von Babylonien        | 1651 v. Chr.      | 1595 v. Chr.      | 1531 v. Chr.      | 1499 v. Chr.      |

Verschiedene Historiker gelangen zu unterschiedlichen Datierungsansätzen. Darüber hinaus variieren mangels hinreichend konkreter Synchronismen viele Daten auch innerhalb dieser Zeitblöcke von Autor zu Autor. Die lange Chronologie wird nur noch selten verwendet, während die kurze und ultrakurze bis in die jüngste Zeit Anhänger haben.
Die anhand der Venus-Tafeln erstellte mittlere Chronologie wird inzwischen häufig als Zeitraster für Datierungen herangezogen, weil sie die geringsten Schwierigkeiten bei Vergleich und Synchronisierung zwischen assyrischer und altägyptischer Geschichte aufweist. Auch zahlreiche Befunde anderer Datierungsmethoden sind bei Verwendung dieser Chronologie gut einzuordnen. Selbst wenn einige Historiker mittlerweile der Auffassung sind, dass die Venus-Tafeln selbst zu Datierungszwecken unbrauchbar sind, dient doch die mittlere Chronologie nicht nur der Datierung im engeren Sinne, sondern auch als praktische Konvention zur Verständigung über altorientalische historische Prozesse.